# Joop van Caldenborgh
Joop N.A. van Caldenborgh (Den Haag, 8 november 1940) is een Nederlandse industrieel en kunstverzamelaar. Hij was eigenaar van het Rotterdamse chemiebedrijf Caldic, een wereldwijd opererende distributeur en producent van chemicaliën en voedingsadditieven voor industriële markten. In Nederland staan twee fabrieken, in Zevenbergen en Europoort. Van Caldenborgh trok zich in 2011 terug uit de dagelijkse leiding.

## Van Caldenborgh en beeldende kunst
Van Caldenborgh verzamelt sinds het begin van de jaren zeventig moderne kunst en hedendaagse kunst. Zijn naar eigen zeggen "eclectische" kunstverzameling, die de Caldic Collectie wordt genoemd, behoort tot de grootste in Nederland. Van Caldenborgh woont op het landgoed Clingenbosch in Wassenaar, waar hij ook een grote beeldentuin heeft die in beperkte mate te bezichtigen is.
Onderdeel van de Caldic Collectie is een grote collectie kunstenaarsboeken, waaruit een selectie te zien was op een tentoonstelling in Museum de Fundatie van 21 mei tot 30 augustus 2009. Een deel van de Caldic Collectie was van 6 februari t/m 15 mei 2011 tentoongesteld in de Kunsthal in Rotterdam. In de tentoonstelling I promise to love you werd werk vertoond van onder anderen Damien Hirst, Bridget Riley en Sam Taylor-Wood.
Op 28 maart 2012 diende Van Caldenborgh bij de gemeente Wassenaar een voorstel in voor de bouw van een museum op het landgoed Voorlinden, waarin hij zijn verzameling bijeen wilde brengen. Dit Museum Voorlinden, werd op 10 september 2016 geopend door koning Willem-Alexander. Suzanne Swarts is er de algemeen directeur.
Van Caldenborgh heeft diverse functies in de kunstwereld bekleed. Zo was hij enige jaren voorzitter van de Internationale Beelden Commissie van de gemeente Rotterdam. Van januari 2005 tot januari 2013 was hij voorzitter van de Raad van Toezicht van de Stichting Gemeentemuseum Den Haag. Daarnaast was hij van 2008 tot 2015 president-commissaris van de kunstbeurs PAN Amsterdam. In de zevende editie van Wie is Wie in de Kunstwereld (2012) werd Van Caldenborgh uitgeroepen tot "de invloedrijkste persoon in de Nederlandse kunstwereld".